# Густав Отто
Густав Отто (нім. Gustav Otto, 12 січня 1883 — 28 лютого 1926) — німецький конструктор і виробник літаків і авіаційних двигунів.
Отто народився в Кельні в сім'ї Ніколауса Августа Отто, засновника N. A. Otto & Cie. і винахідника чотиритактного двигуна внутрішнього згоряння. Тому вважав, що його інтерес до двигунів, зокрема до літаків та їх виготовлення, був чимось, що він успадкував від свого батька в ранньому віці.

## Життєпис
Густава Отто вважали успішним і кар'єрним, він перебував у високих соціальних колах. Навчався у вищій середній школі в Кельні, проходив стажування на верстатобудівних заводах. Пізніше він відвідував технічні коледжі в Ганновері, Карлсруе та Мюнхені для подальшого вивчення інженерії. Вважається що він залишився в Мюнхені після завершення навчання, щоб стати співзасновником компанії Bayerische Auto-Garage. Отто важко було вибратися з-під довгої тіні батька. Він був схильний до нападів депресії, що вплинуло на його роботу.